# Theatrum Anatomicum w Krakowie
Theatrum Anatomicum, Katedra Anatomii Wydziału Lekarskiego UJ – budynek teatru anatomicznego, który powstał przy ul. Kopernika 12-14 w Krakowie w latach 1869–1872 według projektu Feliksa Księżarskiego dla Collegium Medicum Uniwersytetu Jagiellońskiego. Na frontonie budynku znajduje się zdobiony napis Theatrum Anatomicum. Ten początkowo jednopiętrowy budynek został rozbudowany o kolejną kondygnację dopiero po II wojnie światowej (remont ukończono w 1956). W gmachu od samego początku jego istnienia znajdowała się amfiteatralna sala wykładowa dla 200 studentów, stąd nazwa teatr anatomiczny (theatrum anatomicum) - sala przebudowana w latach 2003-4, straciła swój amfiteatralny wygląd - obecnie jest w stanie pomieścić 138 sluchaczy. W budynku ma siedzibę Katedra Anatomii Wydziału Lekarskiego UJ.